# صالح میرزاآقایی
صالح میرزاآقایی (زادهٔ ۱ مرداد ۱۳۴۹) بازیگر سینما و تلویزیون و تئاتر و نویسنده ایرانی است. او همچنین سابقه کار مطبوعاتی از سال ۱۳۷۲ در مجله‌های گزارش فیلم، در آستانه فردا و نقش آفرینان را دارد. وی همچنین در طراحی و صنایع چوبی فعالیت دارد. از آثار او می‌توان به مختارنامه، بانوی عمارت، استرداد و... اشاره کرد

## بازیگر

### سینما
- نیلم (۱۳۹۷)
- فصل نرگس (۱۳۹۴)
- کبریت سوخته (۱۳۹۴)
- شاید یک معجزه (۱۳۹۳)
- نیکان و بچه غول (۱۳۹۱)
- استرداد (۱۳۹۰)
- خنده در باران (۱۳۹۰)
- محرمانه تهران (۱۳۹۰)
- نخل سوخته (فیلم تلویزیونی) (۱۳۸۷)
- من و دبورا (۱۳۸۴)
- شکلات (۱۳۸۲)
- قدمگاه (۱۳۸۲)
- هزاران زن مثل من (۱۳۷۹)
- تو را دوست دارم (۱۳۷۸)
- لژیون (۱۳۷۷)
- خلبان (۱۳۷۶)
- بوی پیراهن یوسف (۱۳۷۴)
- عبور از خط سرخ (۱۳۷۴)
- فاتح (۱۳۷۴)

### تلویزیون
- صندوق پست (کلاه قرمزی و پسر خاله) (۱۳۷۲)
- وکلای جوان (۱۳۷۴)
- مهر خوبان (۱۳۷۴)
- قصه‌های زندگی، اپیزود تماشاخانه (۱۳۷۵)
- شن‌های کف رودخانه (۱۳۷۶)
- غریبه (۱۳۷۹)
- گمگشته (۱۳۸۰)
- روزهای بیاد ماندنی (۱۳۸۱)
- هنگامه (۱۳۸۱)
- باغ بلور[۱] (۱۳۸۲)
- دایره تردید، اپیزود: یاکوزا (۱۳۸۲)
- تب سرد (۱۳۸۲)
- رسم عاشقی(۱۳۸۳)
- ریحانه (۱۳۸۴)
- مختارنامه (۱۳۸۵)
- کلاه پهلوی (۱۳۸۵)
- سال‌های برف و بنفشه (۱۳۸۵)
- پریدخت (۱۳۸۶)
- بچه‌های بهشت (۱۳۸۷)
- سرزمین مادری (۱۳۹۲)
- تعبیر وارونه یک رؤیا (۱۳۹۴)
- آسمان من (۱۳۹۴)
- عالیجناب (۱۳۹۶)
- بانوی عمارت (۱۳۹۷)
- گاندو (۱۳۹۸)
- روزهای ابدی (۱۳۹۹)
- احضار (۱۴۰۰)
- خاتون (۱۴۰۰)
- آتش و باد (۱۴۰۱)
- گیلدخت (۱۴۰۱)

## نمایش و تئاترها
- بازی، شادی، نمایش به کارگردانی اکرم قاسمپور - ۱۳۷۱
- چمدان به کارگردانی فرهاد آئیش - ۱۳۷۱
- فرزندان ایستاده به کارگردانی رامبد جوان - ۱۳۷۳
- شبی در طهران به کارگردانی گلاب آدینه - ۱۳۷۷
- بازرس به کارگردانی علیرضا کوشک جلالی - ۱۳۸۰
- اکتبر۱۹۴۲ پاریس به کارگردانی مسعود موسوی - ۱۳۹۵
- اعتراف به کارگردانی شهاب حسینی - ۱۳۹۶